# فینال جام حذفی فوتبال انگلستان ۱۸۹۳
فینال جام حذفی فوتبال انگلستان ۱۸۹۳، رقابت پایانی جام حذفی فوتبال انگلستان در سال ۱۸۹۳ میلادی است که مابین دو تیم باشگاه فوتبال ولورهمپتون و باشگاه فوتبال اورتون در ورزشگاه فلالووفیلد منچستر برگزار شده‌است.
این مسابقه که در تاریخ ۲۵ مارس ۱۸۹۳ انجام شده‌است با نتیجه ۱ بر ۰ به سود تیم باشگاه فوتبال ولورهمپتون به پایان رسید.